# ایژفسک
ایژفسک (روسی: Ижевский Механический Завод) شرکت صنایع جنگ‌افزاری روسی است، که در سال ۱۹۴۲ تأسیس شد.